# Winifred Mayo
Winifred Alicia Monck Mason conocida por su nombre artístico, Winifred Mayo (Bagulkote, Bombay, India, 8 de noviembre de 1869 - 18 de febrero de 1967) fue una actriz y una suffragette especialmente activa. Fue con frecuencia encarcelada por sus acciones. Con otras actrices, fundó la Liga Sufragista de Actrices (AFL) en 1908 para luchar por el derecho al voto de las mujeres.

## Trayectoria
Winifred Mayo nació en la India en 1869. Era hija de Thomas Monck Mason (1803 - 1889) y de Alice Portia Wolley (1844-1935). Fue educada en Inglaterra. En 1881 vivía en Bath con su madre viuda y sus hermanas y hermanos. Se formó como actriz en la Escuela Dramática de Italia Conti y a finales del siglo XIX y principios del XX participó en numerosas obras y producciones incluido el papel de Elizabeth Bennett en The Bennetts en 1901 en Court Theatre.

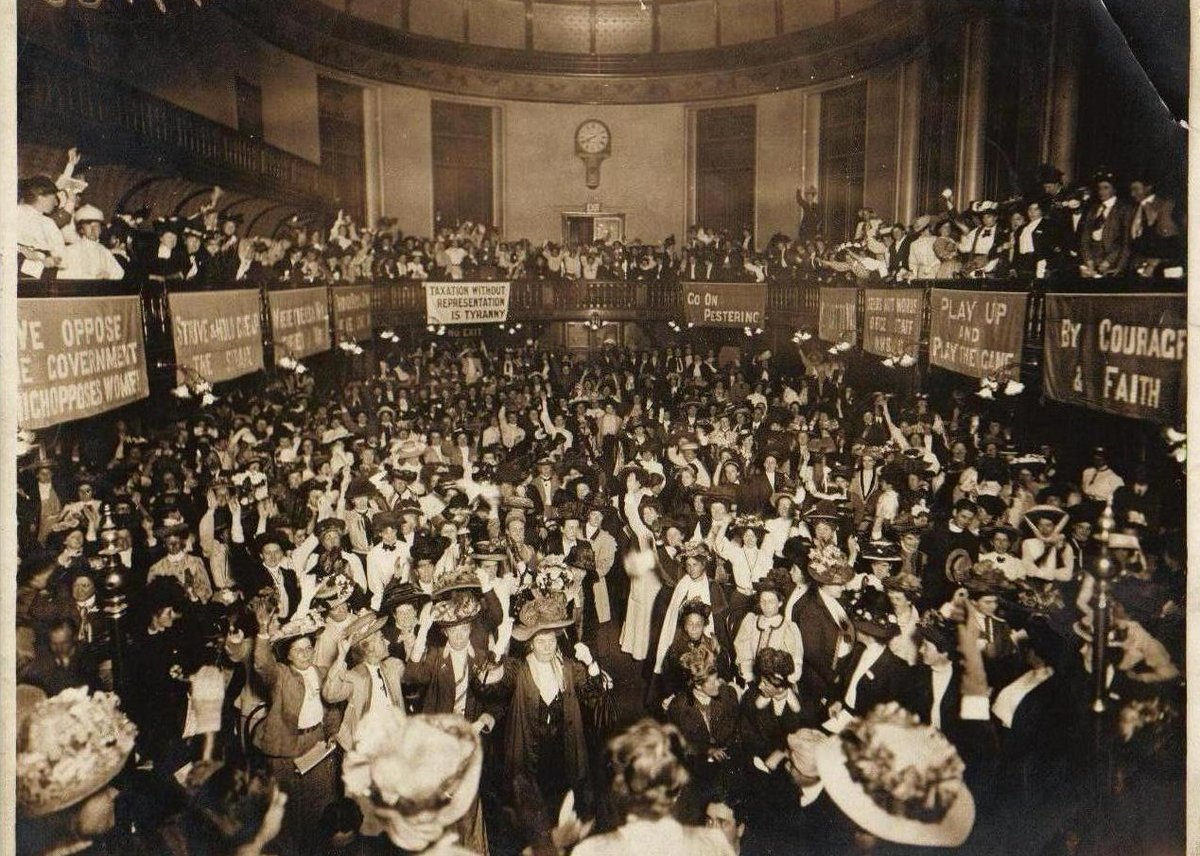
Reunión de la Unión Social y Política de las Mujeres (WSPU), parte del movimiento de la sufragista británico celebrada en el 'Parlamento de las Mujeres' en Caxton Hall al comienzo de cada sesión parlamentaria desde 1907, con una procesión posterior a las Cámaras del Parlamento y un intento (siempre sin éxito) de entregar una petición al primer ministro en persona

Con el paso del tiempo su faceta de activista por los derechos de las mujeres adquirió más relevancia que su faceta de actriz. Se empezó a involucrar en el movimiento sufragista en 1907 cuando ella y su madre se sumaron a la sección de Kennsington de la Unión Social y Política de las Mujeres (WSPU) que lideraba Emmeline Pankhurst.  Poco después, en 1908 fue sentenciada a seis semanas de prisión por participar en una protesta en el exterior de la Cámara de los Comunes. 
En 1908 fue cofundadora de la Liga Sufragista de Actrices  (AFL) en la que también participaron Adeline Bourne, Elizabeth Robins, Kitty Marion, Sime Seruya, Edith Craig, Inez Bensusan, Ellen Terry, Lillah McCarthy, Sybil Thorndike, Vera Holme, Lena Ashwell, Christabel Marshall, Lily Langtry y Nina Boucicault. La AFL organizó varias actuaciones para crear conciencia sobre el movimiento de sufragio femenino con recitales de poemas y teatro sufragista, y Winifred Mayo también ayudó a capacitar a las mujeres para hablar en público y actuar. La AFL también aconsejó a otras sufragistas en maquillaje y disfraces "que permitieron a muchas mujeres" huir "de la policía disfrazarse con éxito y eludir su captura".
Winifred Mayo fue arrestada en junio de 1909 y noviembre de 1910 por participar en manifestaciones de la WSPU, pero fue liberada en ambas ocasiones sin cargos. En noviembre de 1911 fue encarcelada durante tres semanas después de participar en la campaña para romper ventanas en el Club de Guardias de Pall Mall.
De 1921 a 1926 fue secretaria organizadora del Six Point Group (Grupo de Seis Puntos) de Gran Bretaña, que se centró en lo que consideraba como los seis temas clave para las mujeres: (1) legislación satisfactoria sobre el asalto infantil; (2) legislación satisfactoria para la madre viuda; (3) Legislación satisfactoria para la madre soltera y su hijo; (4) Igualdad de derechos de tutela para padres casados; (5) Igualdad salarial para los docentes; (6) Igualdad de oportunidades para hombres y mujeres en el servicio civil.
El 23 de noviembre de 1932 Winifred representó al grupo Six Point en una delegación de la Secretaría Permanente del Ministerio de trabajo sobre los derechos de las mujeres. En la delegación también participaron Eleanor Rathbone, Mrs Hubback del Consejo Nacional para la Igualdad de Ciudadanía y la Sra. Strachey por el London and National Society for Women’s Service.
Gracias a una entrevista de la BBC de 1958 cuando tenía poco más de 80 años, sobre el perfil de Pankhurst, a quien Winifred Mayo admiraba, pudo contar su propia historia y dejar el testimonio para el legado histórico de la lucha por los derechos de las mujeres.
Winifred Mayo a los 97 años en febrero de 1967.

## Publicaciones
- Prision Experiences of a Suffragette, by Winifred Mayo (1908).[6]